# Kórház

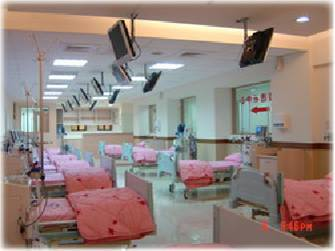
Dialízis központ Tajvanon

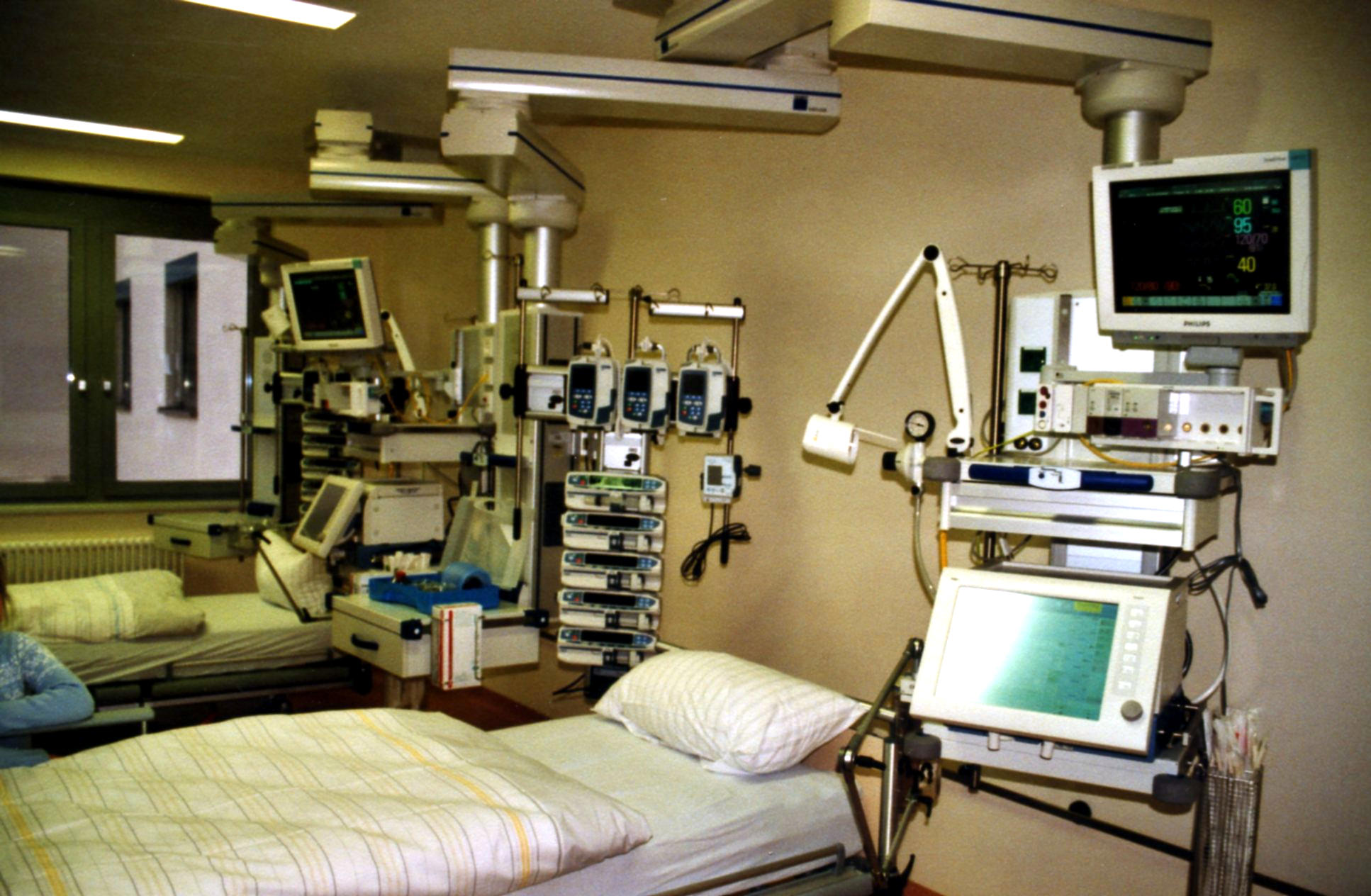
Intenzív Terápiás Osztály (Németország)

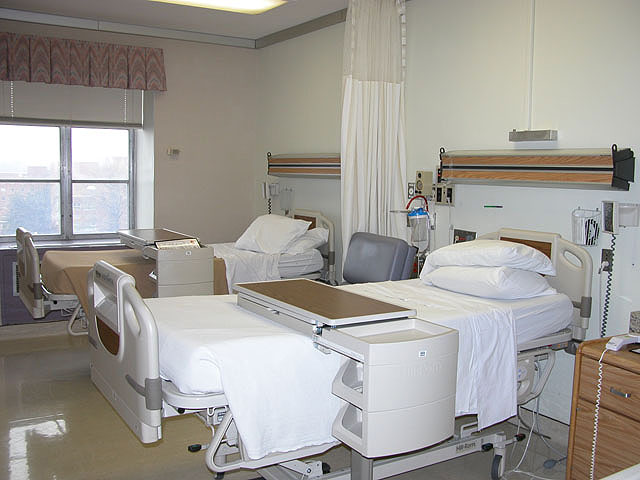
Osztályos kép egy pszichiátriai klinikai központból

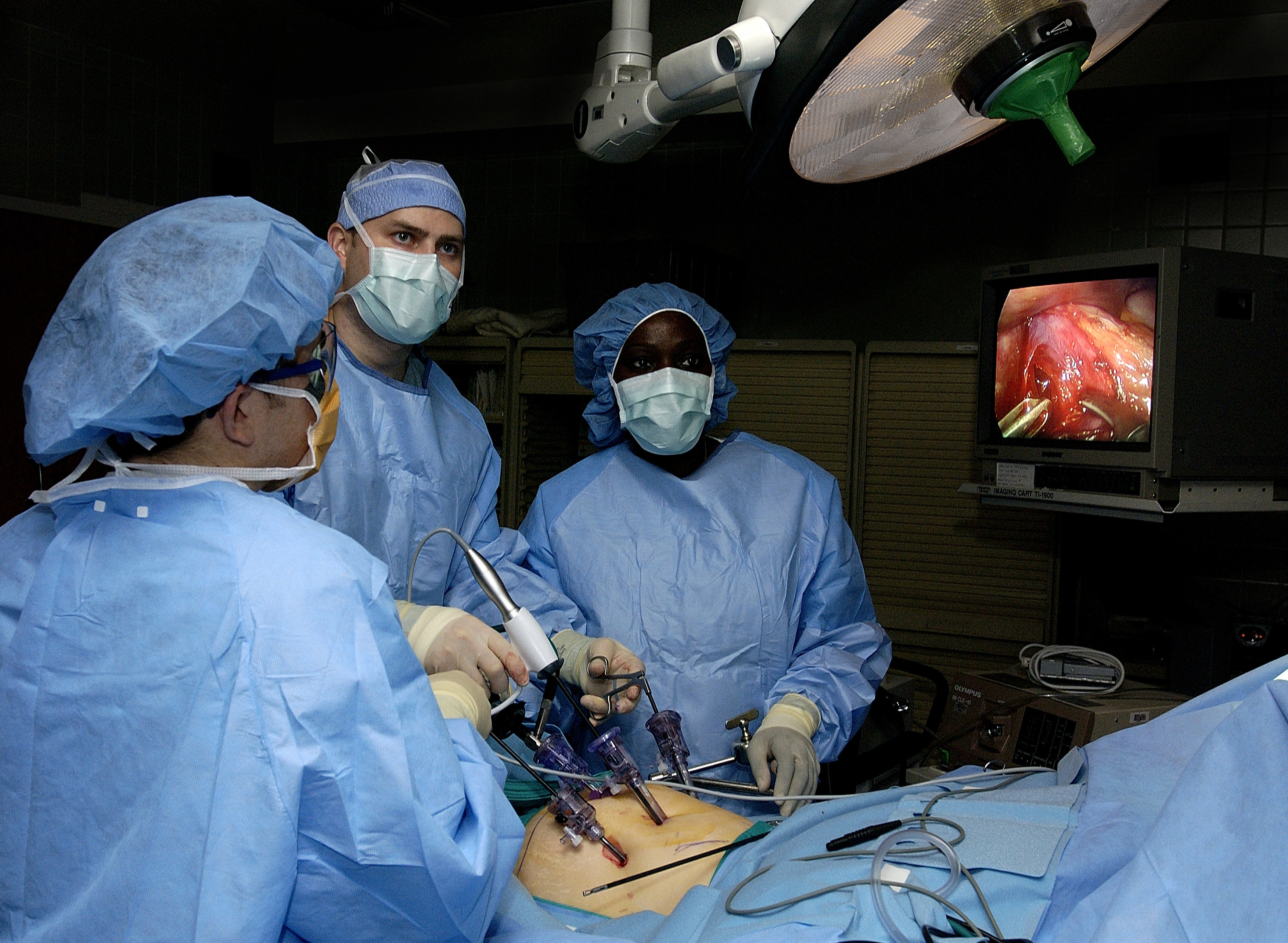
Laparoszkópos hasi sebészet

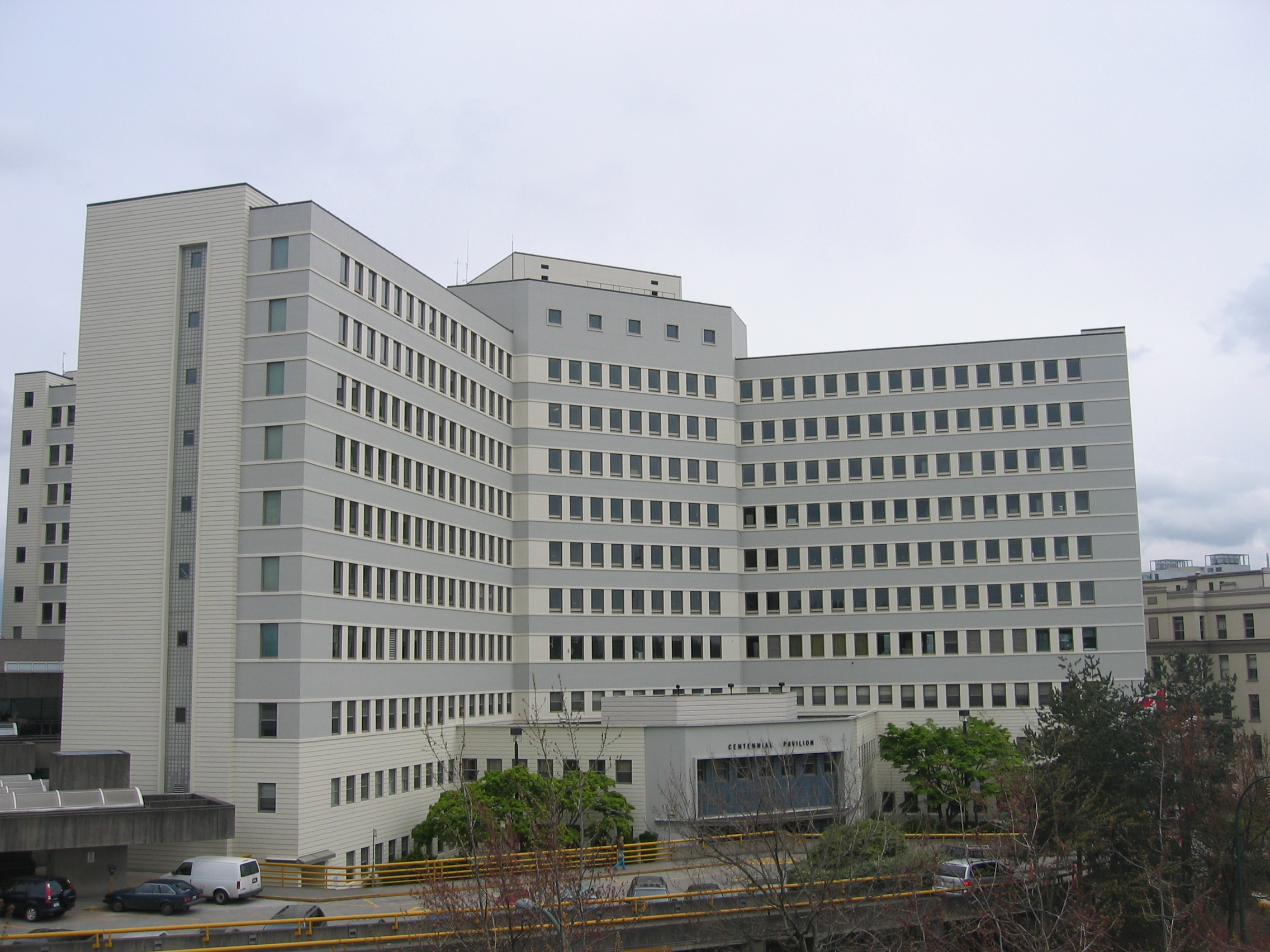
Vancouver Általános Kórház Centenáriumi Pavilon (Medicare, Oktatás, Csonttranszplantáció és Leukémiák, Égés és Bőrtranszplantáció, Epilepszia Sebészi Kezelési Program, Szervtranszplantáció, Gerincvelő-sérülések, IV.Fokozatú Baleseti Gondozás)

A kórház komplex egészségügyi-intézmény, amely speciális tudományos berendezések felhasználására és működtetésére szakosodott, erre kiképzett személyzettel a modern orvostudomány problémáinak megoldását valósítja meg. A kórház illetékes hatóság és szakmai felügyelet által elismert, engedélyezett fekvőbeteg-gyógyintézeti keretekkel bíró, fekvőbeteg ellátást nyújtó egészségügyi intézmény, ahol diagnózis-terápiás, rehabilitációs, oktatási és szociális szolgáltatást nyújtanak állandó orvosi irányítás és felügyelet mellett.
A kórház mindezeket együtt koordinálja egy közös cél, a jó egészség helyreállítása és fenntartása érdekében. Tehát ez egy nagyon összetett szervezet és munkahely, amely azzal a céllal működik, hogy a lakosság széles körének egészségi állapotát javítsa és helyreállítsa, speciális ellátás biztosításával, mint gyógyítás, táplálás, vérellátás, betegtanácsadás és képzett szakemberek terén orvosi és sebészi team segítségével. A kórház a társadalom professzionális alrendszerében az egészségügyi ellátó rendszer része, ahol a gyógyító tevékenység bináris kódja az egészség és betegség viszonya.

## A kórházak története
A korai kórházak csak a betegek ápolását szolgálták vagy a hajléktalanoknak adtak menedéket. Később a kórházak  funkciói bővültek. 

## A modern kórház funkciói és koncepciója

### Funkciói
A modern kórház nem csak a gyógyítás központja, de az egészségmegőrzésé is. Biztosítja az orvosi ellátást, amely magában foglalja a megelőző, gyógyító és rehabilitációs intézkedéseket is.

#### Betegellátás, gyógyítás
A kórházi ellátást fő funkciója az, hogy a beteget vagy sérültet ellássa és helyreállítsa a beteg egészségét. Ez a szolgáltatás tartalmazza a beteg diagnózisának felállítását, a betegség terápiájának és a lehetséges profilaxis meghatározását. Emeli az ellátás színvonalát és általános orvosi gyakorlat normáit. Ez a központja a közegészségügynek és nagymértékben elősegíti a megelőző és társadalmi orvoslás fejlődését. 

#### District Health System
1986-ban a WHO megalakította a Global Programme Conimittee-t. A Bizottság elfogadott egy koncepciót, a Regionális Egészségügyi Rendszert (District Health System), amelynek alapja az elsődleges egészségügyi ellátás, amely része a nemzetállamok egészségügyi politikájának.
A regionális kórházi rendszer a nemzetállamok alkotmányos egészség és családi jólét-politikája. A régió lakosságának egészségügyi ellátását a regionális kórház szolgáltatja.
A regionális kórház klinikai szolgáltatást, klinikai és nem klinikai támogatás, beleértve az adminisztratív szolgáltatásokat nyújt.

#### Klinikai szolgáltatás
Ezek alapvető és életfontosságú feltételei a betegek gyógyulásának. Ezen keresztül lehet biztosítani a különböző terápiás részlegek, mint a nőgyógyászati, gyermekgyógyászati, kardiológiai, ortopédiai stb. klinikai szolgáltatásokat.

#### Klinikai jellegű kiegészítő szolgáltatás
A szolgáltatások, mint pl.: patológia, radiológia, vérdepó, műtéti érzéstelenítés jelentős támogatást nyújtanak az orvosi munkában, miközben a betegség diagnosztizálását végzik vagy műtenek.

#### Nem-klinikai jellegű szolgáltatás
Fontos szerepet játszik a betegek jó közérzetének biztosításában. Ezek bizonyos egyéb szolgáltatások a betegek részére. Hotel szolgálat: élelmezés, konyha, tisztaság, kórházi személyzet, vezetés.

#### Adminisztratív szolgáltatás
Biztosítják a zökkenőmentes működését a kórháznak. Ez többek között pénzügyi, jogi kérdések, személyi, betegek orvosi dokumentációja, gyógyszerek beszerzése stb.